# 北門神社 (臺灣)
北門神社是台灣日治時期位於北門郡佳里街的神社，1936年鎮座，1944年升格為鄉社，為北門郡下社格最大，且官方正式設立的唯一神社。原址現為佳里公園及北門高中。

## 歷史

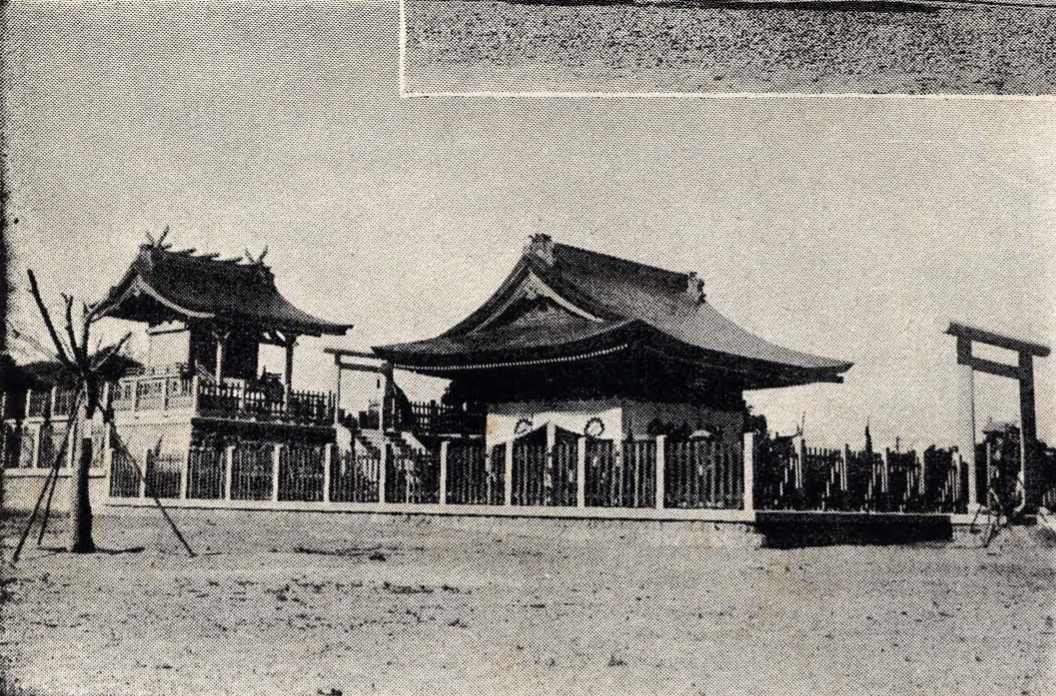
北門神社第二鳥居、拜殿、第三鳥居、神殿

北門神社位於臺南州北門郡佳里街佳里，於1935年12月動工，1936年7月15日鎮座，原屬無格社，時任社掌為川崎儀一。神社境地占地3,300多坪，神社外苑則有一萬多坪。鎮座祭當天，由臺南神社社掌山口貞自臺南神社帶來御靈代（神靈象徵物、牌位）並供俸在北門神社，此祭典有北門郡職員、各校職員、學生、青年團、壯丁團、婦人會員等2,500多人，以及北門郡外的臺南州下各郡守、專賣局台南支局長、嘉義神社社司、明治製糖、鹽水港製糖、製鹽會社、輕鐵會社等要員參與。此外，祭典當天早上於北門神社外苑的球場舉行棒球賽以熱鬧氣氛，賽末由明治製糖對上專賣局，並由明治製糖獲勝；晚上則在佳里公會堂舉辦電影放映會。北門神社於1944年9月28日升格為鄉社，為台灣於終戰前，多數升格的神社之一。
二戰後，北門神社改作佳里公園，神社外苑現在則是北門高中。